# Abancourt (Oise)
Abancourt – miejscowość i gmina we Francji, w regionie Hauts-de-France, w departamencie Oise. Jej burmistrzem jest Jean-Louis Dor.
Według danych na rok 1990 gminę zamieszkiwały 582 osoby, a gęstość zaludnienia wynosiła 97 osób/km² (wśród 2293 gmin Pikardii Abancourt plasuje się na 476. miejscu pod względem liczby ludności, natomiast pod względem powierzchni na miejscu 784.).